# Beja (stacja kolejowa)
Beja (port: Estação Ferroviária de Beja) – stacja kolejowa w Beja, w regionie Alentejo, w Portugalii. Jest stacją węzłową na Linha do Alentejo i Ramal de Moura.
Stacja znajduje się na Largo da Estação Ferroviária w miejscowości Beja.

## Opis
Stacja według klasyfikacji REFER ma kategorię D. Posiada 3 perony obsługujące ruch pasażerski, plac manewrowy, lokomotywownię, tory odstawcze oraz serwis utrzymania wagonów.

## Linie kolejowe
- Linha do Alentejo
- Ramal de Moura